# Томсен, Йоухан
Йо́ухан Рене́сон То́мсен (фар. Jóhan Renéson Thomsen; род. 14 мая 2002 года в Твёройри, Фарерские острова) — фарерский футболист, игрок клуба «ТБ».

## Карьера
Йоухан — воспитанник системы «ТБ» из родного Твёройри. Он дебютировал за «чёрно-белых» 4 августа 2019 года в матче фарерской премьер-лиги против клуба «ЭБ/Стреймур»: игрок вышел на поле на 92-й минуте вместо Йона Лео. Всего в своём первом сезоне на взрослом уровне Йоухан принял участие в 3 встречах первенства архипелага. В 2020 году он провёл 2 игры в фарерском чемпионате. Сезон-2021 Йоухан начинал игроком запаса. После назначения главного тренера Хелен Нквоча он стал выходить в основном составе. 16 октября в поединке с «ЭБ/Стреймур» Йоухан забил первый мяч в карьере. Затем он отличился в играх с «Б68» и «07 Вестур», выдав серию из 3 голевых матчей подряд. Суммарно в том сезоне игрок провёл 8 встреч в высшей фарерской лиге, отметившись 3 голами.

## Статистика выступлений
| Выступление      | Выступление      | Выступление      | Лига | Лига | Кубки | Кубки | Еврокубки | Еврокубки | Прочие | Прочие | Итого | Итого |
| Клуб             | Лига             | Сезон            | Игры | Голы | Игры  | Голы  | Игры      | Голы      | Игры   | Голы   | Игры  | Голы  |
| ---------------- | ---------------- | ---------------- | ---- | ---- | ----- | ----- | --------- | --------- | ------ | ------ | ----- | ----- |
| ТБ Твёройри      | Премьер-лига     | 2019             | 3    | 0    | 0     | 0     | 0         | 0         | 0      | 0      | 3     | 0     |
| ТБ Твёройри      | Премьер-лига     | 2020             | 2    | 0    | 0     | 0     | 0         | 0         | 0      | 0      | 2     | 0     |
| ТБ Твёройри      | Премьер-лига     | 2021             | 8    | 3    | 0     | 0     | 0         | 0         | 0      | 0      | 8     | 3     |
| ТБ Твёройри      | Итого            | Итого            | 13   | 3    | 0     | 0     | 0         | 0         | 0      | 0      | 13    | 3     |
| Всего за карьеру | Всего за карьеру | Всего за карьеру | 13   | 3    | 0     | 0     | 0         | 0         | 0      | 0      | 13    | 3     |

## Личная жизнь
Младший брат Йоухана, Оливур Томсен — тоже футболист. Они вместе выступают за «ТБ».